# Garrincha
Garrincha (pronunție în portugheză [ɡaˈʁĩʃɐ] - „pasărea mică”; n. 28 octombrie 1933, Pau Grande⁠(d), Rio de Janeiro, Brazilia – d. 20 ianuarie 1983, Rio de Janeiro, Rio de Janeiro, Brazilia) sau Mane, numele real fiind Manuel Francisco dos Santos, a fost un important fotbalist brazilian. A fost născut în Magé și a avut câteva defecte la naștere. Tatăl său a fost un alcoolic, problemă pe care el a moștenit-o. A jucat pentru echipa braziliană Botafogo din 1953. De asemenea, a jucat 50 de meciuri la naționala Braziliei ajutându-și echipa să câștige titlul din 1958, dar mai ales pe cel din 1962, unde datorită lui, lipsa lui Pele nu a fost simțită. Unii îl consideră cel mai bun jucător după Pele și cel mai bun driblor al sportului din toate timpurile. 

## Statistici

### Club
| Sezon            | Club             | Liga             | Campionat | Campionat | Cupă    | Cupă   | Continental | Continental | Altele  | Altele | Total   | Total  |
| Sezon            | Club             | Liga             | Meciuri   | Goluri    | Meciuri | Goluri | Meciuri     | Goluri      | Meciuri | Goluri | Meciuri | Goluri |
| ---------------- | ---------------- | ---------------- | --------- | --------- | ------- | ------ | ----------- | ----------- | ------- | ------ | ------- | ------ |
| 1953             | Botafogo         | CC               | 26        | 20        | –       | –      | –           | -           | 0       | 0      | 26      | 20     |
| 1954             | Botafogo         | CC               | 26        | 7         | –       | –      | –           | -           | 9       | 1      | 35      | 8      |
| 1955             | Botafogo         | CC               | 19        | 3         | –       | –      | –           | -           | 9       | 2      | 28      | 5      |
| 1956             | Botafogo         | CC               | 20        | 5         | –       | –      | –           | -           | 0       | 0      | 20      | 5      |
| 1957             | Botafogo         | CC               | 21        | 6         | –       | –      | –           | -           | 9       | 2      | 30      | 8      |
| 1958             | Botafogo         | CC               | 26        | 10        | –       | –      | –           | -           | 9       | 1      | 35      | 11     |
| 1959             | Botafogo         | CC               | 23        | 9         | –       | –      | –           | -           | 5       | 3      | 28      | 12     |
| 1960             | Botafogo         | CC               | 21        | 8         | –       | –      | –           | -           | 9       | 1      | 30      | 9      |
| 1961             | Botafogo         | CC               | 21        | 6         | –       | –      | –           | -           | 11      | 2      | 32      | 8      |
| 1962             | Botafogo         | CC               | 21        | 8         | 3       | 0      | –           | –           | 7       | 2      | 31      | 10     |
| 1963             | Botafogo         | CC               | 3         | 1         | 1       | 0      | 2           | 0           | 1       | 0      | 7       | 1      |
| 1964             | Botafogo         | CC               | 4         | 0         | –       | –      | –           | –           | 7       | 3      | 11      | 3      |
| 1965             | Botafogo         | CC               | 5         | 2         | –       | –      | –           | –           | 7       | 0      | 12      | 2      |
| Botafogo Total   | Botafogo Total   | Botafogo Total   | 236       | 85        | 4       | 0      | 2           | 0           | 83      | 17     | 325     | 102    |
| 1966             | Corinthians      | CP               | 4         | 0         | –       | –      | –           | –           | 6       | 1      | 10      | 1      |
| 1968             | Atlético Junior  | CP               | 1         | 0         | –       | –      | –           | –           | –       | –      | 1       | 0      |
| 1968             | Flamengo         | CC               | 0         | 0         | –       | –      | –           | –           | –       | –      | 0       | 0      |
| 1969             | Flamengo         | CC               | 4         | 0         | –       | –      | –           | –           | –       | –      | 4       | 0      |
| 1972             | Olaria           | CC               | 8         | 0         | –       | –      | –           | –           | –       | –      | 8       | 0      |
| Totaluri carieră | Totaluri carieră | Totaluri carieră | 253       | 85        | 4       | 0      | 2           | 0           | 89      | 18     | 348     | 103    |

### Internațional
| Naționala Braziliei | Naționala Braziliei | Naționala Braziliei |
| An                  | Meciuri             | Goluri              |
| ------------------- | ------------------- | ------------------- |
| 1955                | 1                   | 0                   |
| 1956                | 0                   | 0                   |
| 1957                | 6                   | 0                   |
| 1958                | 5                   | 0                   |
| 1959                | 4                   | 0                   |
| 1960                | 5                   | 2                   |
| 1961                | 4                   | 1                   |
| 1962                | 12                  | 6                   |
| 1963                | 0                   | 0                   |
| 1964                | 0                   | 0                   |
| 1965                | 6                   | 0                   |
| 1966                | 7                   | 3                   |
| Total               | 50                  | 12                  |

## Palmares

### Brazilia
- Campionatul Mondial de Fotbal: 1958, 1962
- Cupa O'Higgins: 1955, 1959, 1961
- Cupa Oswaldo Cruz: 1960

## Botafogo

### Titluri internaționale
- World Champion Clubs (Paris Intercontinental Championship): 1963
- International Quadrangular Tournament: 1954
- Interclub Tournament Pentagonal Mexico: 1958
- International Tournament of Colombia: 1960
- International Tournament in Costa Rica: 1961
- Pentagonal the International Club of México: 1962
- Golden Jubilee Tournament Football Association of La Paz: 1964
- Ibero-American Tournament: 1964
- Panamaribo Cup: 1964

### Titluri naționale
- Campionatul Brazilian (Roberto Gomes Pedrosa Championship): 1962 and 1964
- Turneul Rio-São Paulo: 1962 and 1964
- Interstate Cup Champions Club: 1962
- State Championship: 1957, 1961, 1962
- Tournament Home: 1961, 1962 and 1963

Titluri individuale
- World Cup top scorer-FIFA: 1962 (tied)
- World Cup Player of the Tournament-FIFA: 1962
- Cel mai bun jucător al Brazilian Championship: 1962
- Cel mai bun jucător al Rio-São Paulo Tournament: 1962
- Cel mai bun jucător al Interstate Club Champions Cup: 1962
- Cel mai bun jucător al Carioca championship: 1957
- Cel mai bun jucător al Carioca championship: 1961
- Cel mai bun jucător al Carioca championship: 1962
- FIFA team of the 20th century inductee.
- FIFA world cup team of all time inductee.